# Richard Breutner
Richard Breutner (ur. 10 września 1979 w Johannesburgu) – niemiecki florecista, srebrny medalista mistrzostw świata.
W 1998 roku zdobył złoto drużynowo na mistrzostwach świata juniorów w Valencii. Na rozgrywanych rok później mistrzostwach świata juniorów w Keszthely zdobył złoto drużynowo i srebro indywidualnie.
Podczas mistrzostw świata w Turynie w 2006 roku Niemcy w składzie: Peter Joppich, Dominik Behr, Richard Breutner i Benjamin Kleibrink zdobyli złoty srebrny w zawodach drużynowych.
Wystartował na igrzyskach olimpijskich w Sydney w 2000 roku, gdzie drużynowo był szósty, a indywidualnie siódmy. Były to jego jedyne starty olimpijskie.
Zdobył indywidualnie złoty medal na mistrzostwach Europy w Kopenhadze (2004). Był też trzeci drużynowo na mistrzostwach Europy w Moskwie (2002) i indywidualnie na mistrzostwach Europy w Bourges (2003).